# 桂陸人
桂 陸人（かつら りくと、2000年 9月16日 - ）は、広島県 広島市出身のサッカー選手。順天堂大学蹴球部所属。ポジションは、ミッドフィルダー。

## 来歴
サンフレッチェ広島F.Cの育成組織出身。2015年から各年代別の日本代表に選出され、2018年、トップチームに2種登録された。
この年トップチームに2種登録された同期には松本大弥、東俊希がおり、2人は翌年からプロサッカー選手となったが、桂は昇格の話を断り大学への進学を選び順天堂大学蹴球部に加入した。

## 所属クラブ
- 広島高陽FC
- サンフレッチェ広島F.Cジュニアユース
- サンフレッチェ広島F.Cユース
  - 2018年  サンフレッチェ広島F.C　（2種登録選手）
- 2019年 - 順天堂大学蹴球部

## タイトル

### 個人
- JFAプレミアカップ・ベストイレブン（2015年）
- HiFA 平和祈念 2018 Balcom BMW CUP 広島国際ユースサッカー・MVP
- 高円宮杯 JFA U-18サッカープレミアリーグ2018・優秀選手

## 代表・選抜歴
- U-15日本代表
- U-16日本代表
- U-18Jリーグ選抜
- U-18日本代表
- 関東選抜